# Дерево примитивных пифагоровых троек

Классическое дерево примитивных пифагоровых троек

Дерево примитивных пифагоровых троек — троичное дерево, образуемое примитивными пифагоровыми тройками, то есть пифагоровыми тройками, не имеющими общих делителей. Впервые открыто в 1934 году шведским математиком Берггреном.
В 1963 году установлено, что при умножении справа любой из трёх матриц
{\displaystyle A={\begin{bmatrix}1&-2&2\\2&-1&2\\2&-2&3\end{bmatrix}},\quad B={\begin{bmatrix}1&2&2\\2&1&2\\2&2&3\end{bmatrix}},\quad C={\begin{bmatrix}-1&2&2\\-2&1&2\\-2&2&3\end{bmatrix}}}
на вектор-столбец, компоненты которого составляют пифагорову тройку, результатом будет вектор-столбец, компоненты которого составляют другую пифагорову тройку. Если исходная тройка была примитивной, то таковой будет и результирующая. Таким образом, каждая примитивная тройка имеет три «потомка». Все примитивные пифагоровы тройки являются потомками тройки (3, 4, 5), и ни одна тройка при таком построении не появляется дважды. Результат графически можно представить в виде бесконечного троичного дерева с тройкой (3, 4, 5) в качестве корня.

## Доказательство

### Содержание в дереве исключительно примитивных троек
По индукции можно доказать, что дерево содержит примитивные тройки и ничего другого.

#### Пифагоровы тройки остаются пифагоровыми
Прямым вычислением можно показать, что при умножении одной из выше приведённых матриц на пифагорову тройку получим снова пифагорову тройку.

#### Сохранение примитивности
Все три матрицы A, B и C являются унимодулярными, то есть они имеют целочисленные элементы и их определители равны ±1. Таким образом, обратные к ним также унимодулярны и, в частности, состоят только из целочисленных элементов. Таким образом, при умножении любой из них, скажем A, на примитивную пифагорову тройку (a, b, c)T, получим другую тройку (d, e, f)T = A(a, b, c)T, а тогда (a, b, c)T = A−1(d, e, f)T. Если какое-либо простое число делит два из (а тогда и все три) d, e и f, то отсюда вытекает, что это простое будет делить и каждое из чисел a, b и c. Таким образом, если a, b и c взаимно просты, то и d, e и f должны быть взаимно просты. Это утверждение также справедливо для матриц B и C.

### Содержание в дереве всех примитивных троек ровно один раз
Чтобы показать, что дерево содержит любую примитивную тройку, но не более чем один раз, достаточно показать, что от любой тройки существует в точности один путь обратно к корню (3, 4, 5). Это можно показать, если применить каждую из унимодулярных обратных матриц A−1, B−1 и C−1 к произвольной примитивной пифагоровой тройке (d, e, f). Заметим, что по соображениям, приведённым выше, тройки остаются примитивными и пифагоровыми. Заметим также, что для любой примитивной тройки, большей (3, 4, 5), ровно одна обратная матрица даёт тройку с положительными элементами (и все меньше гипотенузы). По индукции эта новая тройка сама порождает ровно одну меньшую тройку и так далее. Поскольку гипотенуза положительна, она не может уменьшаться бесконечно, и когда-нибудь будет достигнута тройка (3, 4, 5). Это доказывает, что, тройка (d, e, f) должна присутствовать в дереве, и, поскольку путь только один, она должна появиться ровно один раз.

## Свойства
Если начать с корня (a, b, c) = (3, 4, 5), то преобразование с помощью матрицы
- A сохраняет свойство b + 1 = c,
- B сохраняет свойство a − b = ±1,
- C сохраняет свойство a + 2 = c.

Геометрическая интерпретация этих трёх свойств опирается на вневписанные окружности. Три потомка каждого родительского треугольника «наследуют» радиус вписанной окружности от родителя — радиус вневписанной окружности родителя становится радиусом вписанной окружности потомка. Например, родитель (3, 4, 5) имеет радиусы вневписанных окружностей 2, 3 и 6. Это как раз радиусы вписанных окружностей потомков (5, 12, 13), (15, 8, 17) и (21, 20, 29) соответственно.
Если матрицы A или C использовать последовательно, начиная с некоторой пифагоровой тройки, то поведение a, b и c можно выразить как поведение x в уравнении
{\displaystyle x_{n+3}-3x_{n+2}+3x_{n+1}-x_{n}=0,}
которое появляется из общего характеристического уравнения
{\displaystyle \lambda ^{3}-3\lambda ^{2}+3\lambda -1=0.}
Если применять последовательно B, то поведение чисел a, b и c можно выразить как поведение x в уравнении
{\displaystyle x_{n+3}-5x_{n+2}-5x_{n+1}+x_{n}=0,}
которое появляется из характеристического уравнения для B.
Более того, можно найти бесконечно много других рекуррентных уравнений, умножая эти три матрицы друг на друга произвольное число раз в произвольной последовательности. Например, матрица D = CB перемещает вершину в дереве за один шаг на две позиции (напротив, затем вниз). Характеристическое уравнение для D даёт поведение любой тройки a, b и c в неполном дереве, образованном матрицей D.

## Другие методы получения дерева
Другой подход для этого дерева  основывается на стандартной формуле получения пифагоровых троек:
{\displaystyle a=m^{2}-n^{2}},
{\displaystyle b=2mn},
{\displaystyle c=m^{2}+n^{2}},
с m > n > 0, где m и n взаимно просты и имеют различную чётность. Пары (m, n) можно получать путём умножения их (слева, при представлении этой пары в виде столбца) на любую из матриц
{\displaystyle {\begin{array}{lcr}{\begin{bmatrix}2&-1\\1&0\end{bmatrix}},&{\begin{bmatrix}2&1\\1&0\end{bmatrix}},&{\begin{bmatrix}1&2\\0&1\end{bmatrix}},\end{array}}}
Умножение на любую из этих матриц сохраняет неравенство чисел, взаимную простоту и противоположность чётности. Результирующее троичное дерево содержит все такие пары (m, n) ровно раз, а если перевести их в тройки (a, b, c), дерево становится тем же, что и описано выше.
Ещё один способ, использующий два параметра для генерации троек  использует альтернативную формулу для всех примитивных троек:
{\displaystyle a=uv},
{\displaystyle b={\frac {u^{2}-v^{2}}{2}}},
{\displaystyle c={\frac {u^{2}+v^{2}}{2}}},
с
u > v > 0, где u и v взаимно просты и нечётны. Пары (u, v) можно получать путём умножения слева (если представить эту пару в виде вектор-столбца) на одну из вышеприведённых 2 × 2 матриц, при этом будет сохраняться неравенство чисел, взаимная простота и нечётность. Если процесс начать с (3, 1), результирующее дерево содержит каждую пару (u, v) ровно раз, а при приведении к тройкам (a, b, c) дерево становится тем же самым, что и выше.

## Другое дерево
В 2008 году обнаружено, что отличное от вышеприведённого дерево можно получить сходным образом, если использовать матрицы
{\displaystyle A'={\begin{bmatrix}2&1&-1\\-2&2&2\\-2&1&3\end{bmatrix}},\quad B'={\begin{bmatrix}2&1&1\\2&-2&2\\2&-1&3\end{bmatrix}},\quad C'={\begin{bmatrix}2&-1&1\\2&2&2\\2&1&3\end{bmatrix}}.}
См. получение пифагоровых троек с помощью матриц и линейных преобразований.